# Саутбері (Коннектикут)
Саутбері (англ. Southbury) — місто (англ. town) в США, в окрузі Нью-Гейвен штату Коннектикут. Населення — 19 879 осіб (2020).

## Демографія
Згідно з переписом 2010 року, у місті мешкали 19 904 особи в 8213 домогосподарствах у складі 5290 родин. Було 9091 помешкання
Расовий склад населення:
| - 94,8 % — білих - 2,7 % — азіатів - 0,8 % — чорних або афроамериканців - 0,1 % — корінних американців |

До двох чи більше рас належало 1,2 %. Частка іспаномовних становила 2,6 % від усіх жителів.
За віковим діапазоном населення розподілялося таким чином: 20,3 % — особи молодші 18 років, 53,4 % — особи у віці 18—64 років, 26,3 % — особи у віці 65 років та старші. Медіана віку мешканця становила 49,9 року. На 100 осіб жіночої статі у місті припадало 87,7 чоловіків;  на 100 жінок у віці від 18 років та старших — 83,2 чоловіків також старших 18 років.
Середній дохід на одне домашнє господарство  становив 112 452 долари США (медіана — 90 324), а середній дохід на одну сім'ю — 137 444 долари (медіана — 117 446). Медіана доходів становила 88 673 долари для чоловіків та 64 960 доларів для жінок. За межею бідності перебувало 7,7 % осіб, у тому числі 7,0 % дітей у віці до 18 років та 10,8 % осіб у віці 65 років та старших.
Цивільне працевлаштоване населення становило 8656 осіб. Основні галузі зайнятості: освіта, охорона здоров'я та соціальна допомога — 25,8 %, науковці, спеціалісти, менеджери — 15,8 %, виробництво — 12,4 %, роздрібна торгівля — 10,5 %.